# Bezirk Steglitz
Der Bezirk Steglitz war von 1920 bis 2000 ein Verwaltungsbezirk von Berlin. Er umfasste die Ortsteile Steglitz, Lankwitz und Lichterfelde. Das Gebiet des Bezirks gehört seit dem 1. Januar 2001 zum Bezirk Steglitz-Zehlendorf.

## Lage
Der Bezirk Steglitz grenzte im Nordosten an den Bezirk Schöneberg, im Osten an den Bezirk Tempelhof, im Süden an das Land Brandenburg, im Westen an den Bezirk Zehlendorf und im Nordwesten an den Bezirk Wilmersdorf. Heute bildet das Gebiet des ehemaligen Bezirks den östlichen Teil des Bezirks Steglitz-Zehlendorf.

## Geschichte
Bei der Bildung von Groß-Berlin im Jahr 1920 wurde aus den bis dahin zum Landkreis Teltow gehörenden Landgemeinden Steglitz, Lichterfelde und Lankwitz sowie aus der bis dahin zur Landgemeinde Mariendorf gehörenden Villenkolonie Südende der 12. Verwaltungsbezirk gebildet. Nach seinem bevölkerungsreichsten Ortsteil erhielt er den Namen Steglitz. Bis zu diesem Zeitpunkt war Steglitz mit über 80.000 Einwohnern die bevölkerungsstärkste Landgemeinde Preußens.

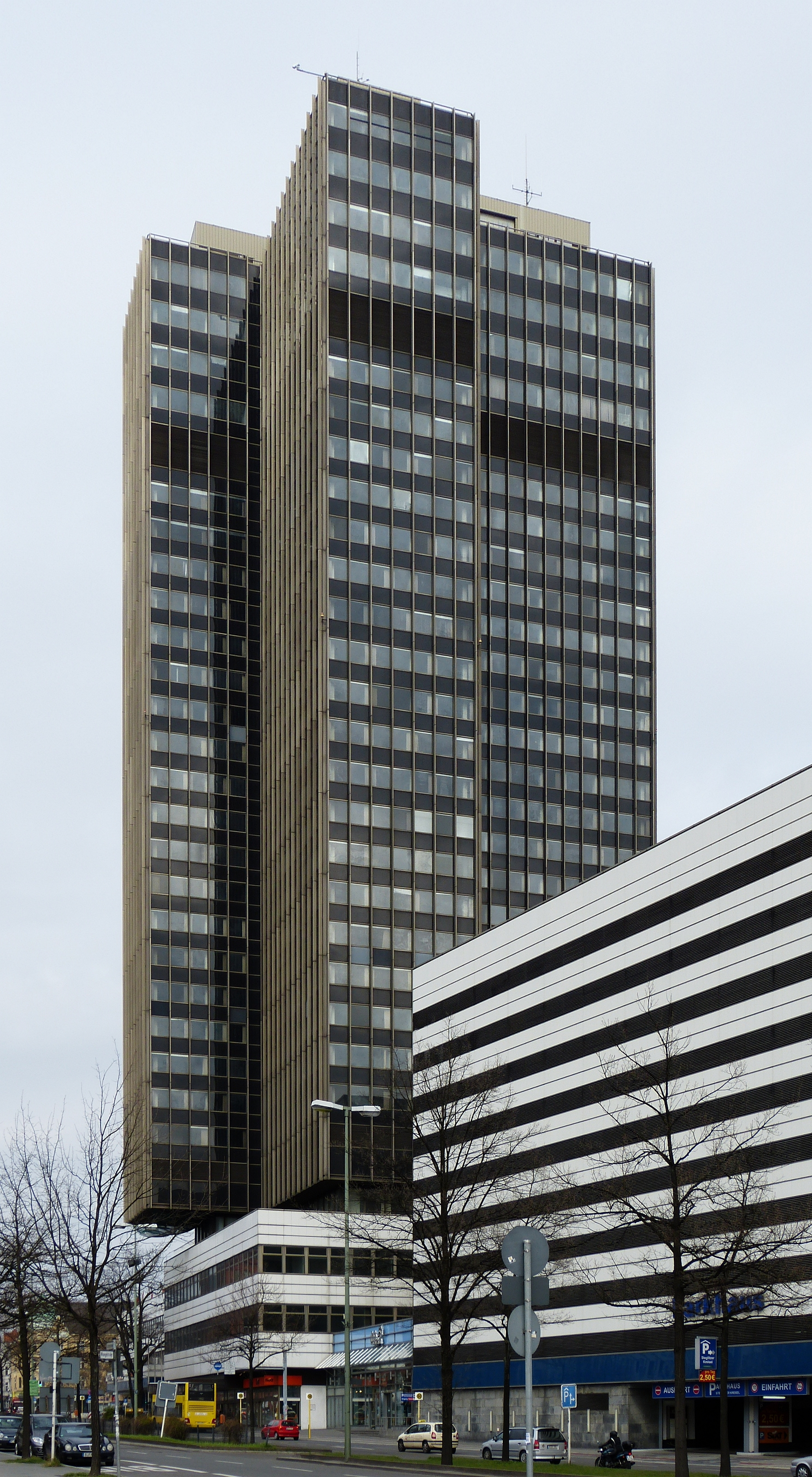
Steglitzer Kreisel

Bei einer Änderung der Bezirksgrenzen im Jahr 1938 kam ein größeres Gebietsstück des benachbarten Bezirks Zehlendorf zum Bezirk Steglitz. Die Bevölkerung des Bezirks nahm hierdurch um 4744 Einwohner zu und die Bezirksfläche wuchs um 391 Hektar.
Im Zweiten Weltkrieg wurden neben Teilen von Steglitz insbesondere Südende und Lankwitz schwer von den Luftangriffen der Alliierten auf Berlin getroffen. Im Rahmen der Schlacht um Berlin wurde der Bezirk Steglitz in den letzten Apriltagen 1945 von Truppen der Roten Armee von Süden her eingenommen.
Der Bezirk Steglitz gehörte seit Juli 1945 zum Amerikanischen Sektor von Berlin und beherbergte in Lichterfelde bis Anfang der 1990er Jahre mehrere Kasernen der US-Streitkräfte.
Eines der größten Bauvorhaben der Nachkriegszeit im Bezirk war die von 1968 bis 1974 in Lichterfelde-Süd erbaute Thermometersiedlung. Zwischen 1968 und 1980 wurde in Steglitz der skandalumwitterte Steglitzer Kreisel errichtet – ein großer Gebäudekomplex mit weithin sichtbarem Bürohochhaus – in das auch die Verwaltung des Bezirks einzog. Im Jahr 1968 wurde das Klinikum Steglitz (seit 1994 Universitätsklinikum Benjamin Franklin) eröffnet. 1971 wurde der Bezirk fast von der bis zum Bahnhof Walther-Schreiber-Platz verlängerten Linie U9 der Berliner U-Bahn erreicht. 1974 wurde die U9 bis zum Bahnhof Rathaus Steglitz verlängert. In den 1970er Jahren erhielt der Bezirk Steglitz über die A 103 und die A 104 außerdem direkte Anschlüsse an das Berliner Autobahnnetz.
Der Bezirk war durch die Wannseebahn und die Anhalter Vorortbahn in das Netz der S-Bahn eingebunden. Beide Strecken wurden 1980 bzw. 1984 stillgelegt. Nach Komplettsanierungen wurden die Wannseebahn 1985 und die Anhalter Vorortbahn 1995 wieder in Betrieb genommen.
Zum 1. Januar 2001 wurde der Bezirk Steglitz mit dem Bezirk Zehlendorf zum neuen Bezirk Steglitz-Zehlendorf zusammengeschlossen.

## Einwohnerentwicklung
| Jahr | Einwohner  |
| ---- | ---------- |
| 1925 | 160.580    |
| 1933 | 194.795    |
| 1937 | 200.181    |
| 1938 | 0209.061 1 |
| 1946 | 139.696    |
| 1950 | 154.589    |
| 1955 | 174.714    |
| 1960 | 184.983    |

| Jahr | Einwohner  |
| ---- | ---------- |
| 1965 | 191.246    |
| 1970 | 186.010    |
| 1975 | 0179.257 2 |
| 1980 | 0169.070 2 |
| 1985 | 0167.559 2 |
| 1987 | 182.019    |
| 1990 | 190.109    |
| 2000 | 191.215    |

## Politik

### Hoheitssymbole

Wappen des Bezirks Steglitz zwischen 1920 und 2000
Flagge des Bezirks Steglitz bis 2000

### Nationalsozialismus und Reichstagswahl 1933
Der Bezirk Steglitz zeigte bei der Reichstagswahl März 1933 die höchste Zustimmung für die Nationalsozialisten von allen Berliner Bezirken.
Seinerzeitige Stimmverteilung:
- 45,0 % NSDAP
- 19,3 % Kampffront Schwarz-Weiß-Rot
- 13,9 % SPD
- 10,5 % KPD
- 05,0 % Zentrumspartei

### Wahlen zur Bezirksverordnetenversammlung
Stimmenanteile der Parteien in Prozent:
| Jahr | DVP  | DNVP | SPD  | USPD | DDP1) | KPD  | Zen  | NSDAP |
| ---- | ---- | ---- | ---- | ---- | ----- | ---- | ---- | ----- |
| 1921 | 30,8 | 22,3 | 16,1 | 09,5 | 08,0  | 03,5 | 03,3 |       |
| 1925 | 15,4 | 29,2 | 20,6 |      | 08,5  | 07,8 | 04,2 |       |
| 1929 | 18,1 | 25,4 | 17,6 |      | 06,9  | 09,6 | 04,0 | 10,2  |
| 1933 | 01,7 | 21,1 | 13,6 |      | 02,5  | 07,6 | 04,5 | 48,1  |

1) 1933: DStP
| Jahr | SPD  | CDU  | FDP 2) | Grüne3) |
| ---- | ---- | ---- | ------ | ------- |
| 1946 | 44,7 | 32,1 | 16,0   |         |
| 1948 | 52,7 | 23,1 | 24,2   |         |
| 1950 | 30,6 | 26,6 | 33,9   |         |
| 1954 | 31,8 | 36,7 | 18,2   |         |
| 1958 | 40,8 | 48,4 | 04,7   |         |
| 1963 | 51,0 | 37,6 | 10,6   |         |
| 1967 | 47,3 | 41,9 | 09,3   |         |
| 1971 | 41,3 | 45,5 | 10,9   |         |
| 1975 | 35,3 | 49,3 | 09,3   |         |
| 1979 | 36,1 | 48,6 | 09,6   | 04,7    |
| 1981 | 32,4 | 51,4 | 06,3   | 08,5    |
| 1985 | 28,6 | 51,9 | 05,4   | 11,9    |
| 1989 | 32,8 | 40,1 | 05,2   | 13,1    |
| 1992 | 27,6 | 40,0 | 07,2   | 14,6    |
| 1995 | 24,3 | 48,2 | 03,0   | 16,6    |
| 1999 | 25,5 | 50,9 | 02,8   | 12,5    |

2) bis 1948: LDP

3) bis 1989: AL

### Bezirksbürgermeister
| Zeitraum       | Name                          | Partei |
| -------------- | ----------------------------- | ------ |
| 1921–1933      | Martin Sembritzki             | DVP    |
| 1933–1943      | Herbert Treff                 | NSDAP  |
| Mai–Juni 1945  | Paul Schwarz                  |        |
| Juni–Juli 1945 | Fritz Starke                  | KPD    |
| 1945–1946      | Arthur Jochem (kommissarisch) | LDP    |
| 1946–1950      | Helmut Mattis                 | SPD    |
| 1950–1955      | Werner Zehden                 | SPD    |
| 1955–1959      | Fritz David von Hansemann     | CDU    |
| 1959–1965      | Peter Bloch                   | CDU    |
| 1965–1971      | Heinz Hoefer                  | SPD    |
| 1971–1984      | Helmut Rothacker              | CDU    |
| 1984–1992      | Klaus Dieter Friedrich        | CDU    |
| 1992–2000      | Herbert Weber                 | CDU    |

Bis zum Amtsantritt des ersten Bezirksbürgermeisters am 1. April 1921, dem am 2. März 1921 gewählten Martin Sembritzki, führte der langjährige Bürgermeister der vormals selbständigen Landgemeinde Steglitz, Karl Buhrow (1863–1939), sein Amt fort.

## Partnerschaften des Bezirks Steglitz

### International
Kirjat Bialik (Israel)

 Brøndby (Dänemark)

 12. Arrondissement von Paris (Frankreich)

 Kazimierz Dolny, Poniatowa, Nałęczów (Polen)

 Sochos (Griechenland)

### National
- Bad Godesberg (Nordrhein-Westfalen)
- Landkreis Lüchow-Dannenberg (Niedersachsen)
- Hann. Münden (Niedersachsen)
- Kreis Rendsburg-Eckernförde (Schleswig-Holstein)
- Nentershausen (Hessen)
- Bremerhaven